# Hamzah al-Isfahani
Hamzah al-Isfahani (auch Hamzah ibn al-Hasan al-Isfahani) war ein persischer Philologe und Historiker des 10. Jahrhunderts.
Seine Lebensdaten lassen sich nicht genau rekonstruieren, es wird von seiner Geburt um das Jahr 270 AH bzw. 884 n. Chr. ausgegangen. Das späteste von ihm erhaltene Werk, seine Annalen, beschreibt Persien im Jahr 961, sein Lebensende wird in den darauf folgenden zehn Jahren vermutet.
Er schrieb mehrere geschichtliche, geographische, aber auch grammatische Abhandlungen, die teilweise auch wichtige, sonst nicht überlieferte Informationen zu den Parthern und Sassaniden liefern. Von mutmaßlich zwölf Werken sind vier bis heute überliefert. Er scheint zumindest noch Zugang zu heute verlorenen sassanidischen Werken gehabt zu haben und stützte sich auch auf griechische und zoroastrische Quellen. Er hatte Kontakt zu at-Tabarī und reiste mehrfach bis nach Bagdad.
Die genaue politische Zuordnung des Gelehrten ist teils umstritten. Zeitgenössische und auch spätere Quellen nennen ihn klar einen Anhänger der Schuʿūbīya-Bewegung und einen persischen Nationalisten, der Araber verachte und möglicherweise auch der vorislamischen Zeit nachtrauere. In seiner Heimat war die Bewegung der antiarabischen Churramiten noch verankert und in seiner Jugendzeit fiel Isfahan unter die Kontrolle der Saffariden, welche sich gegen Bagdad auflehnten. Er soll auch eine Zeitlang unter dem Schutz der politischen Familie der Barmakiden gelebt haben.

## Schriften
- al-Tanbīh ’alā ḥudūth al-taṣḥīf (etwa: „Falschschreibung aufgrund der arabischen Lettern“, erhalten)
- Kitāb al-amthāl ’alā af’al (etwa: „Buch der Sprichwörter“, erhalten)
- Sarḥ akhbār Abū Nuwās (etwa: „Diwan von Abu Nuwas“, erhalten)
- Sinī Mulūk al-’arḍ w’al-anbīya (etwa: „Geschichte der vergangenen Könige und Propheten der Erde“, erhalten)
- Al-muwāzana bayn al-’Arabiyya w’al-Fārisiyya (Buch über persische Lexikographie und Etymologie, unvollständig erhalten)
- Ta’rīkh Isfahān (verloren)

- U. M. Daudpota (Hrsg.): The Annals of Hamzah al-Isfahani. Übersetzt aus dem Arabischen mit einer Einleitung. K.R. Cama Oriental Institute, Bombay 1932.